# The Watts Prophets
The Watts Prophets es un grupo de músicos y poetas de Watts, Los Ángeles, California. Al igual que sus contemporáneos, The Last Poets, el grupo combina elementos del jazz y la Spoken word, haciendo que el trío se considere a menudo un precursor de la música hip hop contemporáneo. Formada en 1967, el grupo está compuesto por Richard Dedeaux, Father Amde Hamilton (nacido Anthony Hamilton), y Otis O'Solomon (también conocido como O'Solomon Otis Smith).

## Historia
Hamilton, O'Solomon, y Dedeaux se reunieron por primera vez, colaborando en el Taller de Escritores vatios, una organización creada por Budd Schulberg en la raíz de los disturbios vatios, como los Afroamericanos, movimiento de derechos civiles, que empieza a tomar un nuevo giro cultural. Fusión de la música con raíces de jazz y funk con una rápida del fuego, la palabra hablada, el sonido, que crearon un sonido que les dio un considerable puesto local, pero poco éxito comercial. Lanzaron dos discos, en 1969 The Black Voices: On the Streets in Watts y en 1971 Rappin' Black in a White World, que estableció una fuerte tendencia hacia el comentario social y la reputación de la militancia. A pesar del considerable éxito, el grupo no pudo conseguir un contrato discográfico, un prometedor frente a Tuff Gong la etiqueta de Bob Marley. No se puede mantener el éxito, el grupo ha realizado sólo esporádicamente desde mediados del decenio de 1970. 
En los últimos años, el perfil del grupo ha mejorado algo. La grabación de 1997, cuando llegó la década de los 90, los encontró en el estudio con el pianista Horace Tapscott, y una gira europea reunió al trío con el excolaborador Deedee McNeil. En 2005, Things Gonna Get Greater: The Watts Prophets 1969-1971 vatios combinado del grupo de los dos primeros esfuerzos, con lo que a volvieron a imprimir por primera vez en más de una década. 
Amde Hamilton, quien es sacerdote de la Iglesia ortodoxa etíope, se le puede ver realizando una pieza de spoken word en el funeral de Bob Marley en Jamaica en el film de 1982 Land of Look Behind.

## Discografía

### Álbumes de estudio
- The Black Voices: On the Streets in Watts (1969)
- Rappin' Black in a White World (1971)
- When the 90's Came (1997)

### Compilaciones
- Things Gonna Get Greater: The Watts Prophets 1969 - 1971 (2005)